# بیابان ریگستان

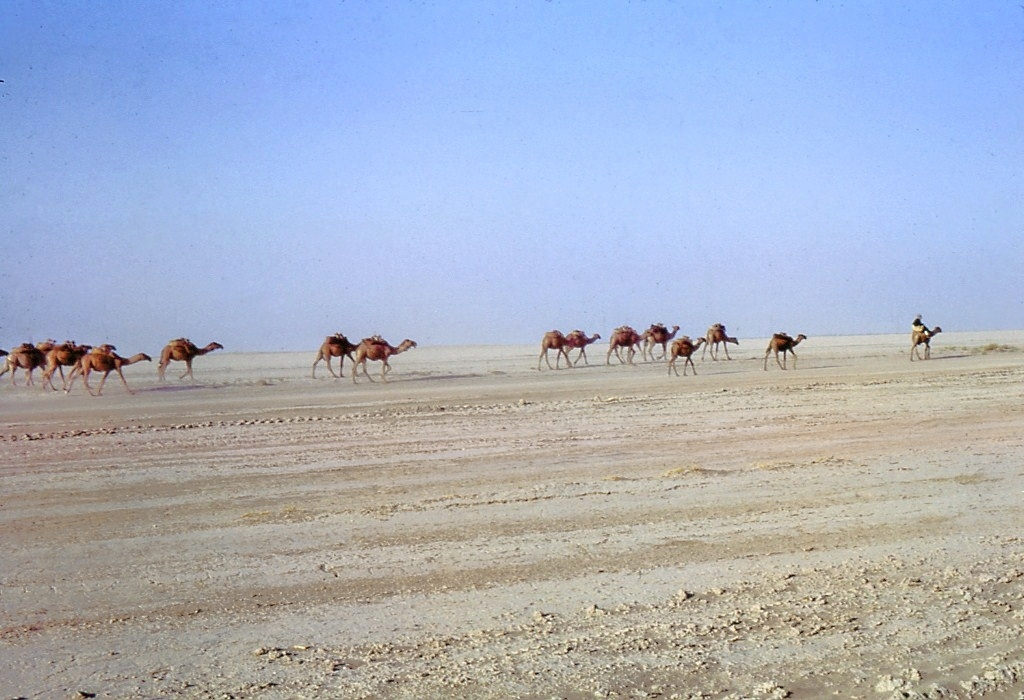
کاروانی در بیابان ریگستان (افغانستان) در مرداد ۱۳۴۷ خورشیدی

بیابان ریگستان، فلاتی است به شدت خشک در میان ولایت‌های هلمند و قندهار، در جنوب غربی افغانستان. این بیابان ریگزاری است تشکیل یافته از تپه‌های شنی سرخ رنگ با ارتفاعی میان ۱۵ تا ۳۰ متر، دشت‌های پوشیده از شن و ماسه و نواحی صخره‌ای یا پوشیده شده از خاک رس. جمعیت‌های پراکنده از عشایر بلوچ و پشتون در آن می‌زیند. این بیابان به تدریج در حال پیشروی به نواحی کشاورزی اطراف‌اش است.
خشکسالی شدید سال ۱۳۷۶ به جابجایی بیش از ۱۰۰ هزار نفر از عشایر ساکن ریگستان شد که بیشترشان در اقامت‌گاه‌های موقت میان رود ارغنداب، هیرمند و ریگستان اسکان داده شده‌اند.